# Ion Ceban
Ion Ceban (ur. 30 czerwca 1980 w Kiszyniowie) – mołdawski polityk i samorządowiec, deputowany, od 2019 burmistrz Kiszyniowa.

## Życiorys
Z wykształcenia matematyk. W 2002 ukończył studia na wydziale matematyki i informatyki Państwowego Uniwersytetu Mołdawskiego. W 2003 uzyskał magisterium na Uniwersytecie Technicznym Mołdawii. Kształcił się również w Rosyjskiej Akademii Gospodarki Narodowej i Administracji Publicznej przy Prezydencie Federacji Rosyjskiej.
Pracował w administracji miejskiej Kiszyniowa, administracji rządowej i jako doradca w kancelarii prezydenta. W latach 2005–2008 był urzędnikiem w ministerstwie edukacji i młodzieży, pełnił m.in. funkcję wiceministra w tym resorcie. Działał w Partii Komunistów Republiki Mołdawii, kierował sekcją stosunków zewnętrznych w jej komitecie centralnym. W 2011 objął mandat posła do Parlamentu Republiki Mołdawii. Przeszedł do Partii Socjalistów Republiki Mołdawii, po czym z jej ramienia został wybrany na deputowanego w kolejnych wyborach w 2014. Mandat wykonywał do 2015, od tegoż roku do 2019 był przewodniczącym frakcji socjalistów w radzie miejskiej Kiszyniowa. W 2019 ponownie zasiadał w mołdawskim parlamencie, pełnił funkcję wiceprzewodniczącego tej instytucji.
W 2019 zwyciężył w drugiej turze wyborów na urząd burmistrza Kiszyniowa. W 2023 z powodzeniem ubiegał się o reelekcję, wygrywając w pierwszej turze. W 2022 założył i stanął na czele nowej partii politycznej pod nazwą Miscarea Alternativa Naționala.